# Nomenclatura por cuadrantes de Zsigmondy
Es uno de los sistemas de nomenclaturas dentales. 
En esta nomenclatura, la línea media interincisiva divide cada una de las arcadas superior o inferior en dos hemiarcadas (derecha e izquierda), obteniendo un esquema con los cuatro cuadrantes. 
En la dentición permanente, podemos dibujar un  pequeño ángulo recto, que contenga el número del diente que se trató (del 1 al 8), orientado la apertura del ángulo según el cuadrante al que pertenezca. 
•En la dentición temporal se hace igual pero nombrado los dientes con letras minúsculas.
•En ambas denticiones se empieza a contar desde la línea media.
```
         e  d  c  b  a.a  b  c  d  e           (dentición temporal)     superior
8  7  6  5  4  3  2  1.1  2  3  4  5  6  7  8  (dentición permanente)   superior
      e  d   c   b   a.a  b  c  d  e           (dentición temporal)     inferior
8  7  6  5  4  3  2  1.1  2  3  4  5  6  7  8  (dentición permanente)   inferior
  Derecha del paciente.Izquierda del paciente
```

a incisivo central temporal
1 Incisivo Central Permanente
- Datos: Q5850217